# هولوکاست در استونی

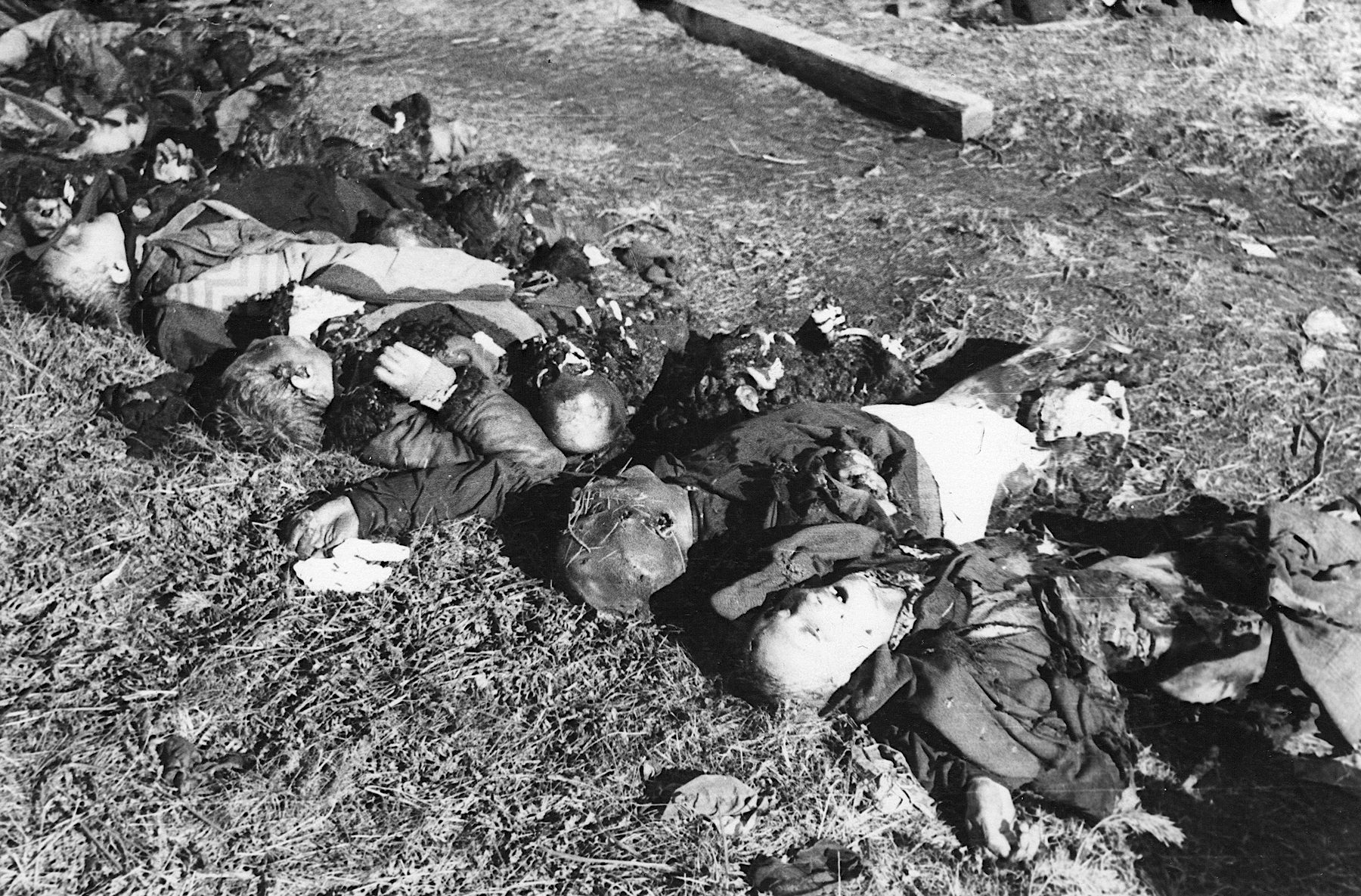
اجساد در اردوگاه کار اجباری کلوگا پس از آزادسازی.

هولوکاست در استونی به جنایت‌های نازی‌ها در هنگام اشغال استونی توسط آلمان نازی اشاره دارد. پیش از جنگ، تقریباً ۴۳۰۰ یهودی در استونی زندگی می‌کردند. پس از اشغال کشورهای حوزه دریای بالتیک توسط شوروی در ۱۹۴۰، حدود ۱۰٪ از جمعیت یهودیان به همراه دیگر استونیایی‌ها به سیبری تبعید شدند. نزدیک به ۷۵ درصد یهودیان استونی با آگاهی از سرنوشتی که از سوی آلمان نازی در انتظار آنها بود، به اتحاد جماهیر شوروی فرار کردند؛ اما تقریباً همه کسانی که باقی ماندند (میان ۹۵۰ تا ۱۰۰۰ نفر)، توسط آینزاتس‌گروپن A و همدستان محلی آن‌ها تا پیش از پایان ۱۹۴۱ کشته شدند. مردم کولی استونی نیز توسط اشغالگران نازی و همدستان آنها کشته یا به بردگی گرفته شدند. نازی‌ها و متحدان آنها همچنین حدود ۶۰۰۰ استونیایی محلی و ۱۰۰۰ روس محلی را که خود یا بستگانشان متهم به هواداری از کمونیست‌ها بودند، به قتل رساندند. همچنین، حدود ۱۵۰۰۰ اسیر جنگی شوروی و یهودیان دیگر مناطق اروپا در استونی در هنگام اشغال توسط آلمان کشته شدند.

## کشتار جمعیت یهودی

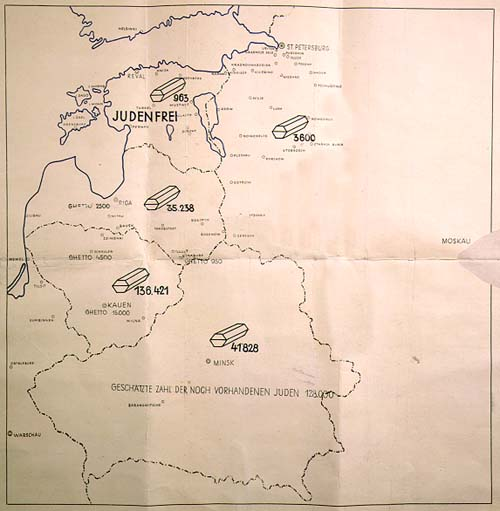
نقشه ای مربوط به گزارش اشتالکر با عنوان «اعدام یهودیان توسط آینزاتس‌گروپن A». در نقشه می‌توان تعداد یهودیان کشته شده در رایخس‌کومیساریات اوستلاند را دید. در زیر نقشه آورده شده‌است: «تخمین عداد یهودیان باقی‌مانده، ۱۲۸٬۰۰۰ تن است». استونی در نقشه با عنوان «عاری از یهود» آورده شده‌است.

به‌صف‌کشی و کشتر یهودیان باقی مانده در استونی درست پس از مرحله نخست طرح جامع برای شرق به اجرا گذاشته شد؛ طرحی که بر پایه آن، نیمی از مردم بومی استونی می‌بایست «کنار گذاشته می‌شدند».: 54 
عملیات کشتار توسط گروه نابودی آینزاتس‌کماندو 1A (زوندرکوماندو) به فرماندهی مارتین زاندبرگر، به عنوان بخشی از آینزاتس‌گروپن A به رهبری فرانتس اشتالکر، و بلافاصله پس از ورود نخستین نیروهای آلمانی در ۷ ژوئیه ۱۹۴۱ انجام شد. دستگیری‌ها و اعدام‌ها با کمک همکاران محلی آلمانی‌ها در هنگام پیشروی آن‌ها در خاک استونی ادامه پیدا کردند. استونی بخشی از رایخس‌کومیساریات اوستلاند شد. یک زیخرهایتس‌پولیتزای (پلیس امنیت) برای تأمین امنیت داخلی این منطقه تحت رهبری این-اروین مر در ۱۹۴۲ تأسیس شد. در اندکی مدتی، رژیم آلمان در جریان کنفرانس وانزه استونی را عاری از یهود اعلام کرد. آن یهودیانی که در استونی باقی مانده بودند (بر پایه جدیدترین تخمین‌ها، ۹۲۹ تن) کشته شدند. کمتر از ده نفر از یهودیان استونی توانستند از جنگ در استونی جان سالم به در برند.